# Leptomys elegans
Leptomys elegans är en däggdjursart som beskrevs av Thomas 1897. Leptomys elegans ingår i släktet Leptomys och familjen råttdjur. IUCN kategoriserar arten globalt som livskraftig. Inga underarter finns listade i Catalogue of Life.

## Utseende
Individerna når en kroppslängd (huvud och bål) av 14,2 till 19,4 cm, en svanslängd av 12,5 till 16,4 cm och en vikt av 66 till 120 g. Bakfötterna är 3,6 till 4,3 cm långa och öronen är 1,8 till 2,6 cm stora. Den korta och mjuka pälsen har på ovansidan en ljus gråbrun till orangebrun färg. Undersidan är täckt av krämfärgad till vit päls. Kännetecknande är en långsmal nos och långa morrhår. Tårna är utrustade med klor och fötternas ovansida är vit. Den smala svansen har en mörk ovansida och en vit eller en fläckig undersida. Den är täckt med fjäll och med korta hår. Leptomys elegans har orange övre framtänder och gula nedre framtänder. Honans två spenar ligger vid ljumsken. Arten har en diploid kromosomuppsättning med 48 kromosomer (2n=48).

## Utbredning
Denna gnagare förekommer i kulliga områden och i låga bergstrakter på östra Nya Guinea. Arten vistas i regioner som ligger 400 till 1600 meter över havet. Habitatet utgörs av tropiska skogar och av trädgårdar.

## Ekologi
Leptomys elegans äter insekter och andra smådjur. Per kull föds i genomsnitt 1,75 ungar. Fynd från västra Nya Guinea är troligen en annan art som tillhör samma släkte.
Individerna är nattaktiva och de vistas nästan uteslutande på marken. Vuxna exemplar lever ensam när honor inte är brunstig.